# Piptoporus betulinus
Piptoporus betulinus (Pierre Bulliard, 1787 ex Petter Adolf Karsten, 1881), sin. Polyporus betulinus (Pierre Bulliard, 1787 ex Elias Magnus Fries, 1821), Fomitopsis betulina (Pierre Bulliard, 1787 ex Bao-Kai Cui, Mei Ling Han și Yu-Cheng Dai, 2016), din încrengătura Basidiomycota în familia Fomitopsidaceae și de genul Piptoporus, denumit în popor bureți măstăcănești, iască de mesteacăn, iasca mesteacănului, mestecănei sau  urechea mesteacănului, este o specie comună necomestibilă, dar și medicinală, în primul rând parazitară, ce atacă inima lemnului, dar uneori și saprofagă, ce descompune lemnul pe trunchiuri căzute aflate în putrefacție. Produce putregaiul brun (putregaiul de destrucție). Ciupercile se dezvoltă în România, Basarabia și Bucovina de Nord solitar sau în grupuri mici exclusiv pe lemn de mesteacăn în păduri și parcuri. Soiul este o ciupercă perenă, ce fructifică pe toată durata anului. Cel mai bun sezon de colectare este între (august) septembrie și decembrie, deoarece atunci începe să dezvoltă corpuri de fructificare noi. Trăiește doar câte un sezon.

## Istoric și taxonomie
Deja acum 5.300 de ani în urmă, ciuperca a fost folosită. Astfel, în ranița lui Ötzi (omului zăpezilor, găsit în Munții Alpi),  pe care o ducea în spate se găseau un amnar, un topor și un șirag cu ciuperci uscate. Unele dintre ele au fost bureți măstăcănești.

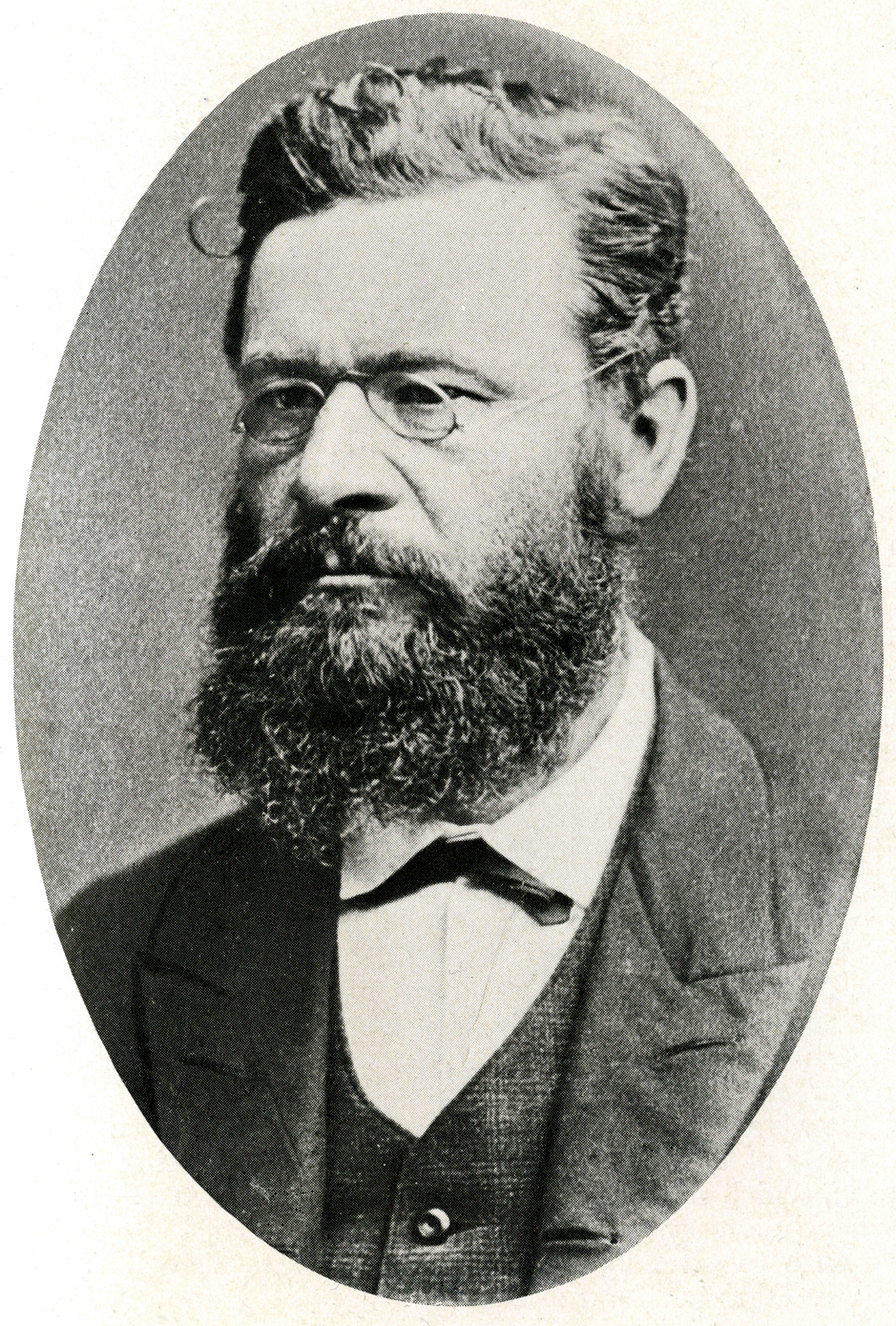
Petter Adolf Karsten

Numele binomial Boletus betulinus a fost determinat de savantul francez Pierre Bulliard în volumul 7 al marii sale opere Herbier de la France ou, Collection complette des plantes indigenes de ce royaume etc… din 1787. În 1821, renumitul micolog suedez Elias Magnus Fries a transferat specia la genul Polyporus sub păstrarea epitetului, de verificat în volumul 1 al trilogiei sale Systema Mycologicum. Această denumire se mai găsește în cărți micologice.
În 1881, micologul finlandez Petter Adolf Karsten a mutat specia la genul actual, tot sub păstrarea epitetului, de verificat în volumul 6 al jurnalului Meddelanden af Societas pro Fauna et Flora Fennica, denumire valabilă până în prezent (2020).
În 2016, micologii chinezi Bao-Kai Cui, Mei Ling Han și Yu-Cheng Dai au transferat specia sub păstrarea epitetului la genul Fomitopsis, afirmând, că această ciupercă ar fi mai apropiată de acest gen, de citit în volumul 80 al jurnalului micologic Fungal Diversity. Dar până în prezent (2020), singur Index Fungorum a acceptat această redenumire. Comitetul de nomenclatură Mycobank, NCBI (National Center for Biotechnology Information) sau GBIF (Global Biodiversity Information Facility) de exemplu văd în acest taxon doar un sinonim. Aproape nicăieri nu este folosit și celelalte încercări de redenumire lipsesc deloc.
Epitetul betulinus se referă la arborele gazdă Betula (mesteacăn).

## Descriere

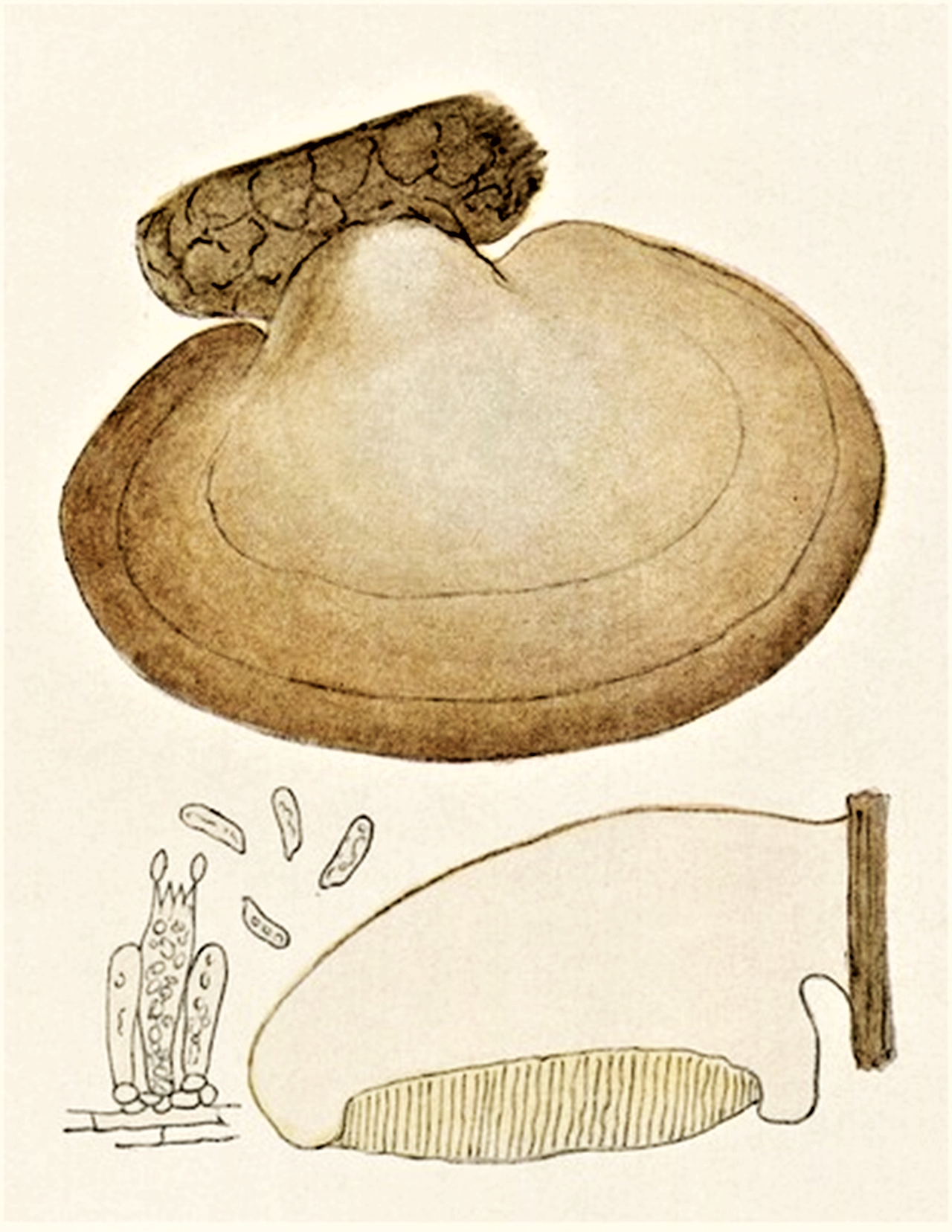
Bres.: Polyporus betulinus

- Pălăria: are un diametru de 8-25 (30) cm și o înălțime de 3-8 (10) cm, este groasă, depinde de stadiul evoluției elastică până lemnoasă, la început suculentă, în forma unui bulb, apoi convexă, cu un aspect sferic, reniform, ca de evantai, uneori chiar și asemănător unei copite, Marginile netede sau ondulate, răsfrânte peste pori, creează un aspect de perniță pentru umeri. Spre trunchiul copacului prezintă adesea o cocoașă bine dezvoltată. Suprafața superioară este netedă, ușor catifelată ca de piele, acoperită cu o crustă subțire ce se desprinde pentru un anumit timp cu ușurință în fâșii, mai târziu uneori scorțoasă și exfoliată. Stratul himenal al ciupercii este situat pe fața  inferioară. Coloritul în stadiu tânăr albicios, schimbă cu vârsta ciupercii spre crem și maroniu cu picățele albe.
- Tuburile: pe un singur strat sunt albuie până alb-gălbuie, rotunde și înguste destul de lungi, măsurând până la 8 cm. Se desprind ușor de tramă.
- Porii: sunt foarte fini, de 0,1-0,3 mm diametru, cu 2-4 pori de fiecare mm pătrat și rotunjori, inițial albi, apoi gri, gri-gălbui și la bătrânețe chiar ocru-bruni. Atât timp ce buretele este tânăr sunt ușor de detașat. La exemplarele mai bătrâne sunt adesea colorate verzui de către alge.
- Piciorul: este sesil sau lateral scurt pedunculat și butucănos.
- Carnea: groasă, albă sau puțin gălbuie este în stadiu foarte tânăr elastică, dar repede ca de plută, devenind  în sfârșit lemnoasă. Mirosul inițial puternic, ceva acid, se pierde cu timpul, gustul fiind acru și amar. Este dăunată de diferite insecte și acarieni, cu toate specii micofage, care depun ouăle lor pe partea inferioară a ciupercii pe pori și în tuburi.
- Caracteristici microscopice Sporii cilindric-curbați sunt mici, netezi, neamiloizi (nu se decolorează cu reactivi de iod) și hialini (translucizi) cu un conținut granular și o mărime de 5-7 x 1,5-2,5 microni. Pulberea lor este albă. Basidiile cu 2-4 sterigme fiecare sunt cilindric clavate, cu catarame și măsoară 18-20 x 3-5 microni. Cistidele (elemente sterile situate în stratul himenal sau printre celulele din pielița pălăriei și a piciorului, probabil cu rol de excreție) lipsesc. Hifele himenului sunt omogene sau acoperite cu straturi concentrice sau grosolan tunicate cu o grosime de 1-5 µm, iar cele ale   de 2-4 µm sunt numai omogene.[13]
- Reacții chimice nu sunt cunoscute.[3][4][14]

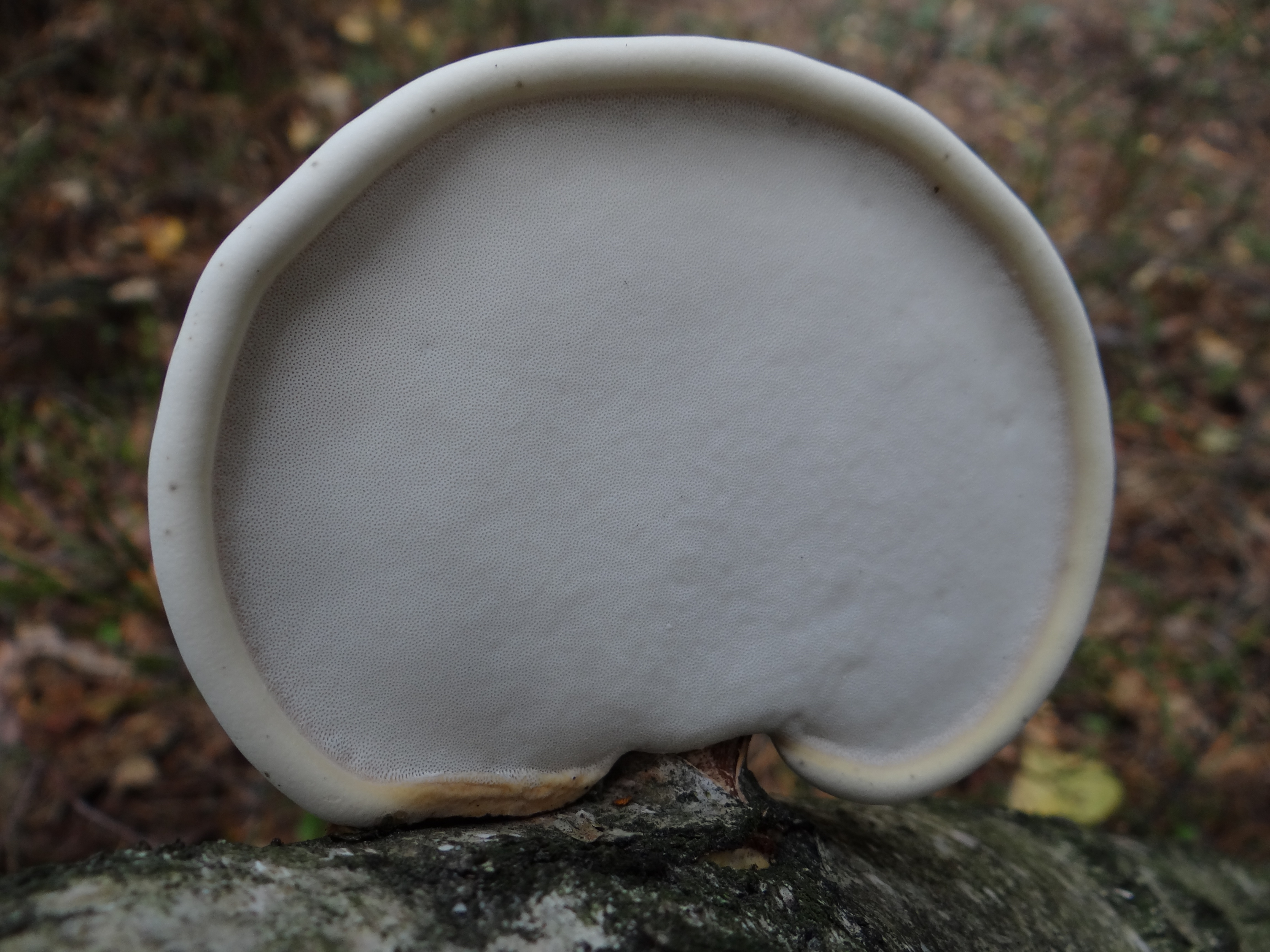
P. betulinus tânăr, pori
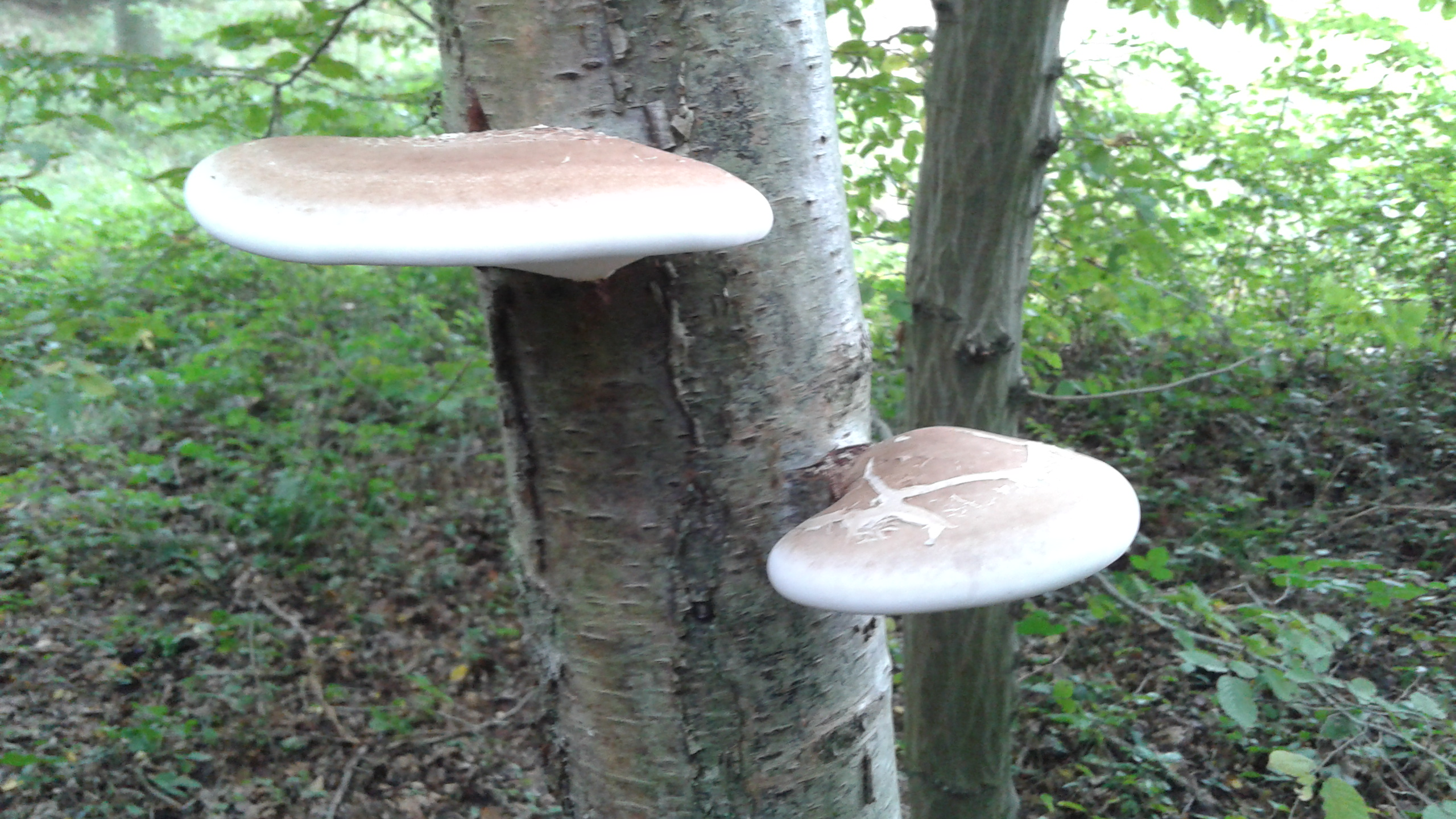
P. betulinus tineri
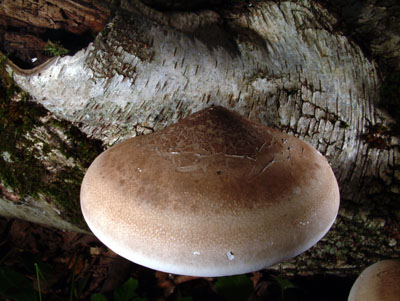
P. betulinus matur
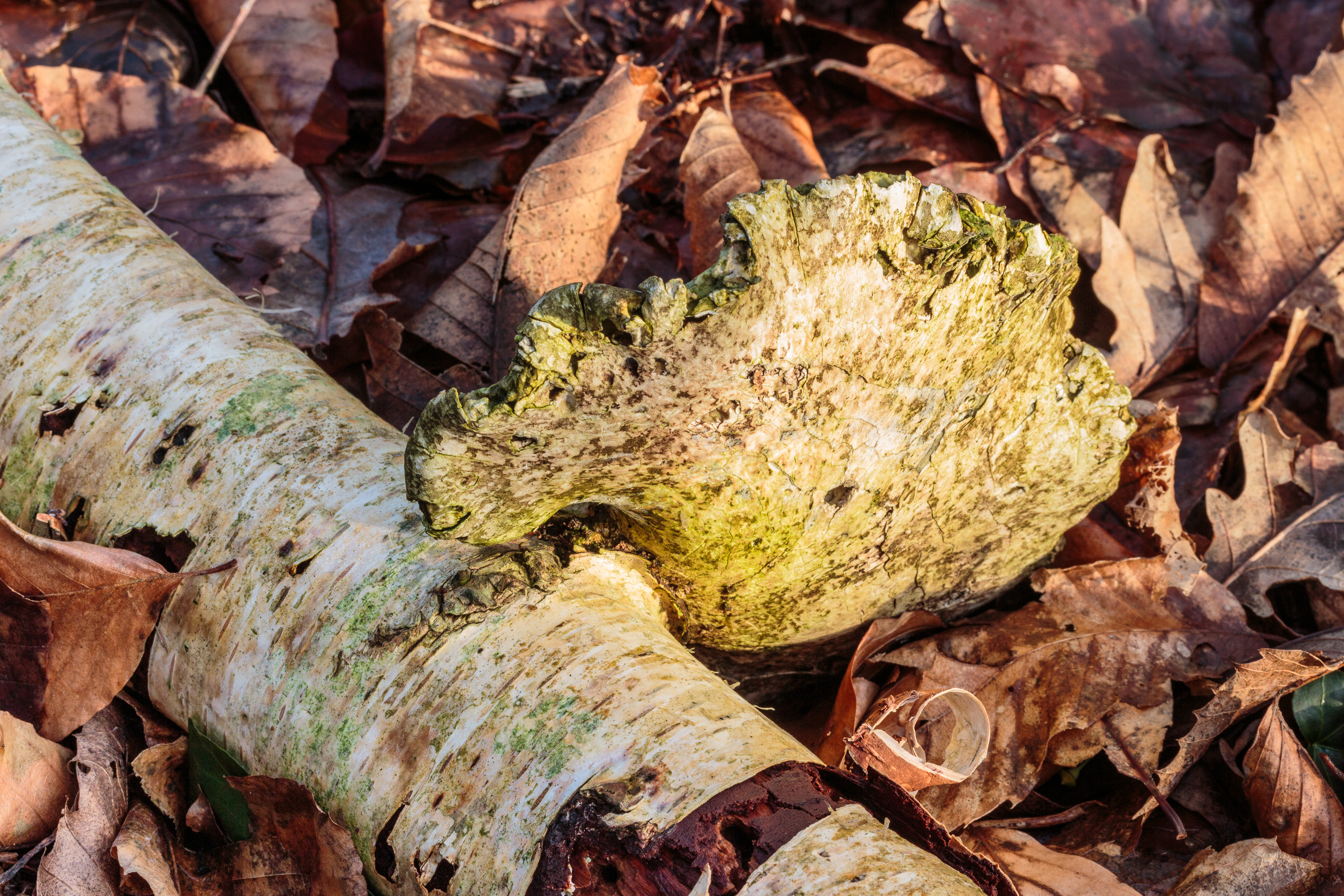
P. betulinus bătrân
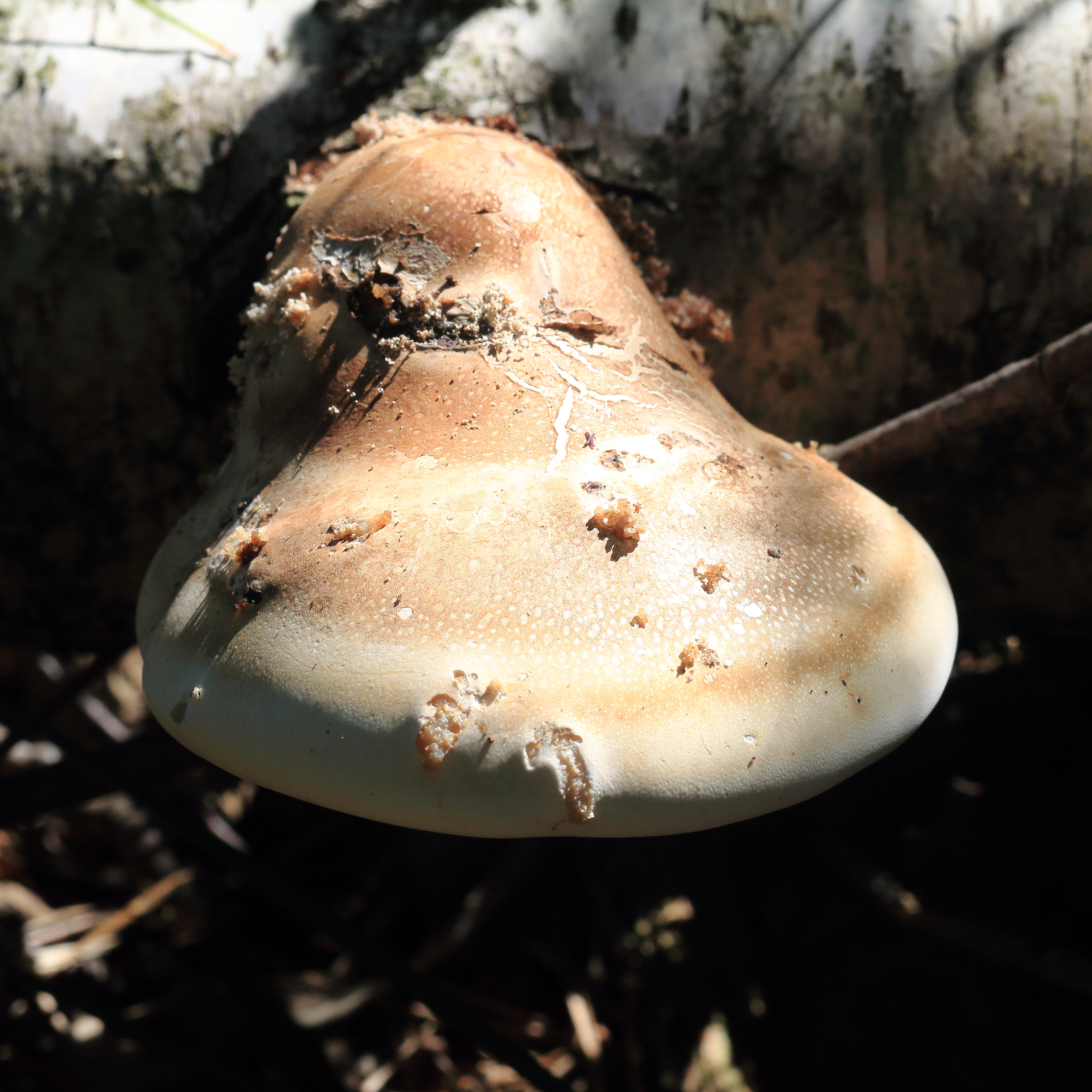
P. betulinus uriaș
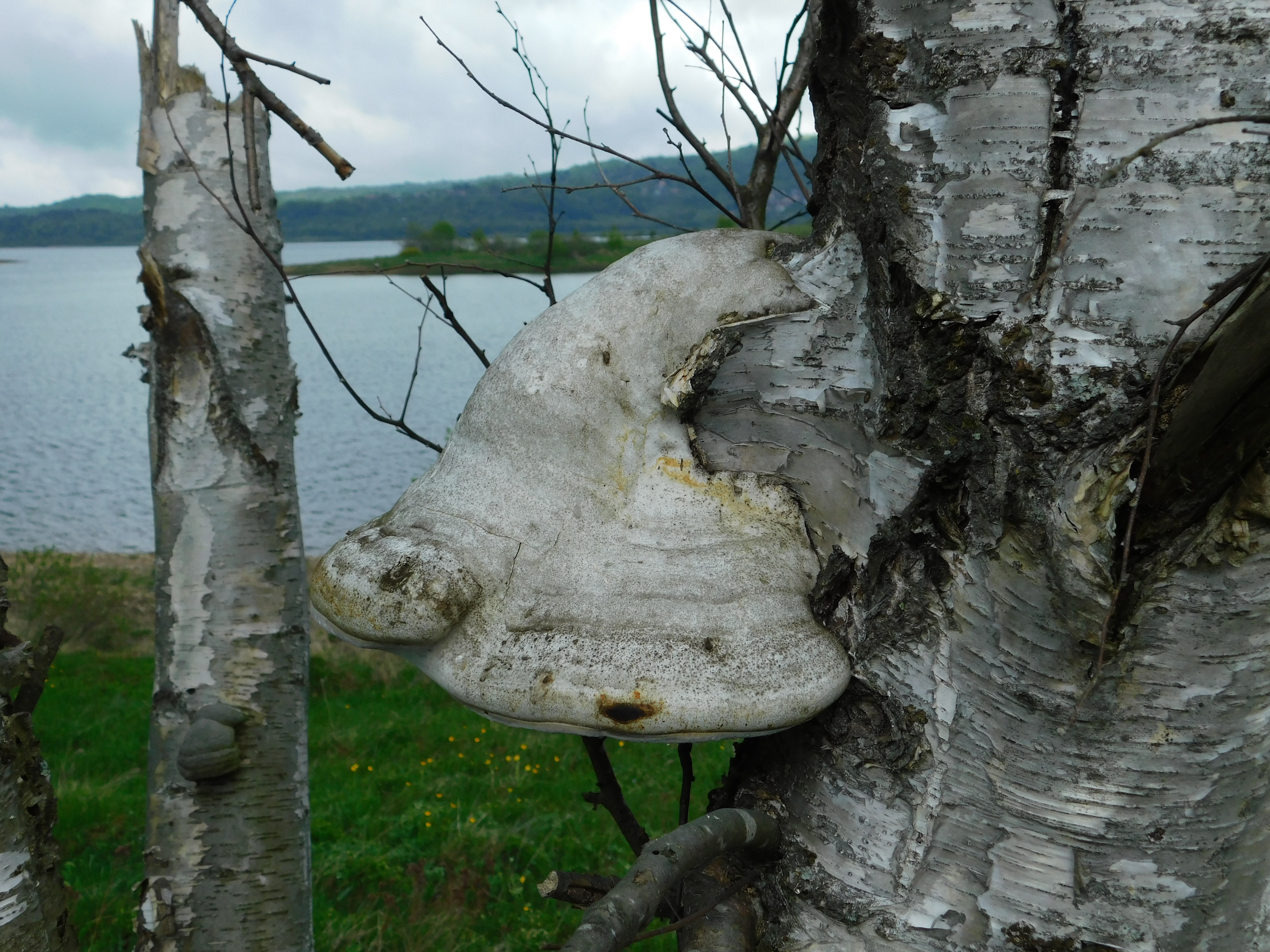
P. betulinus uriaș bătrân
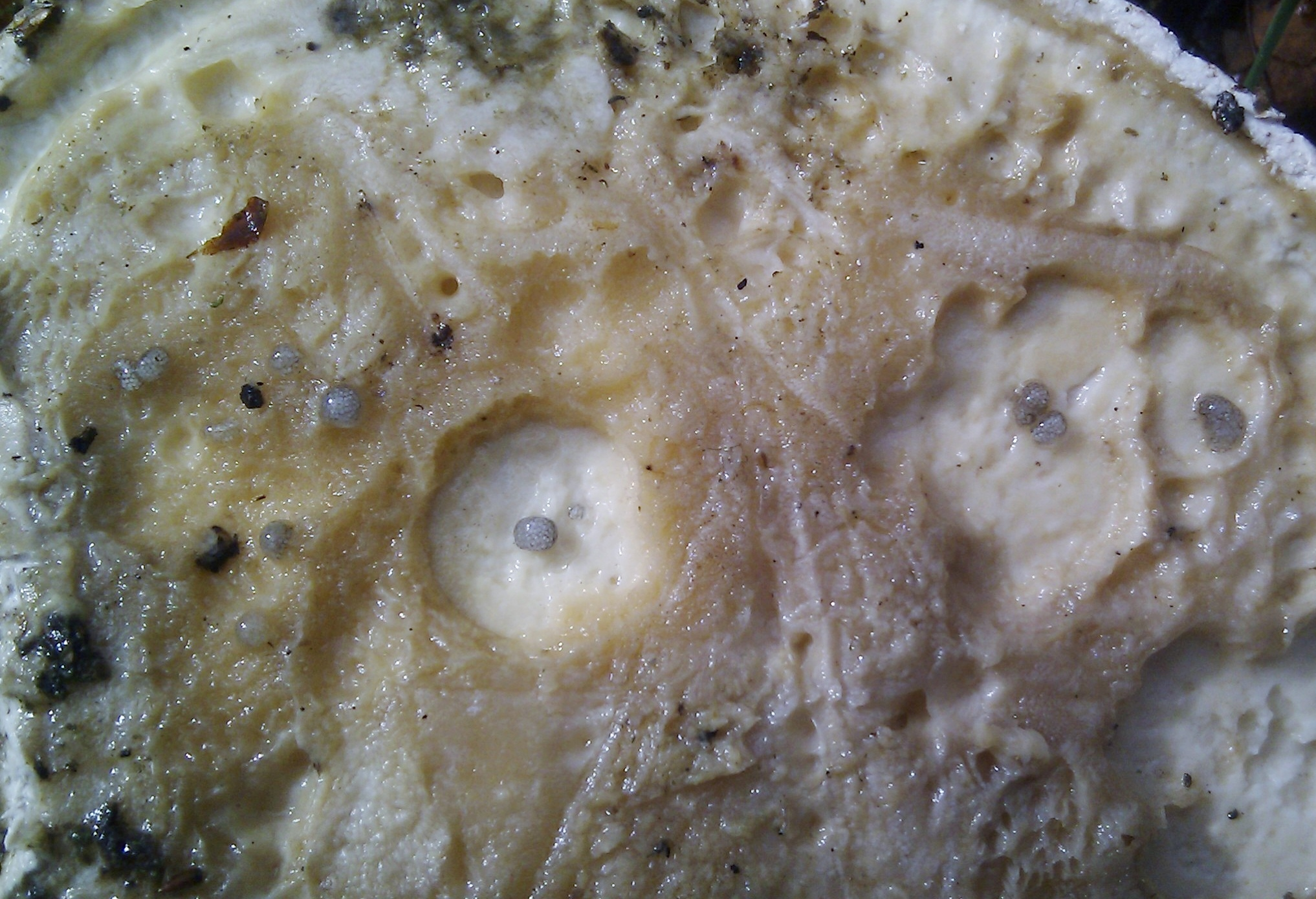
P. betulinus dăunat
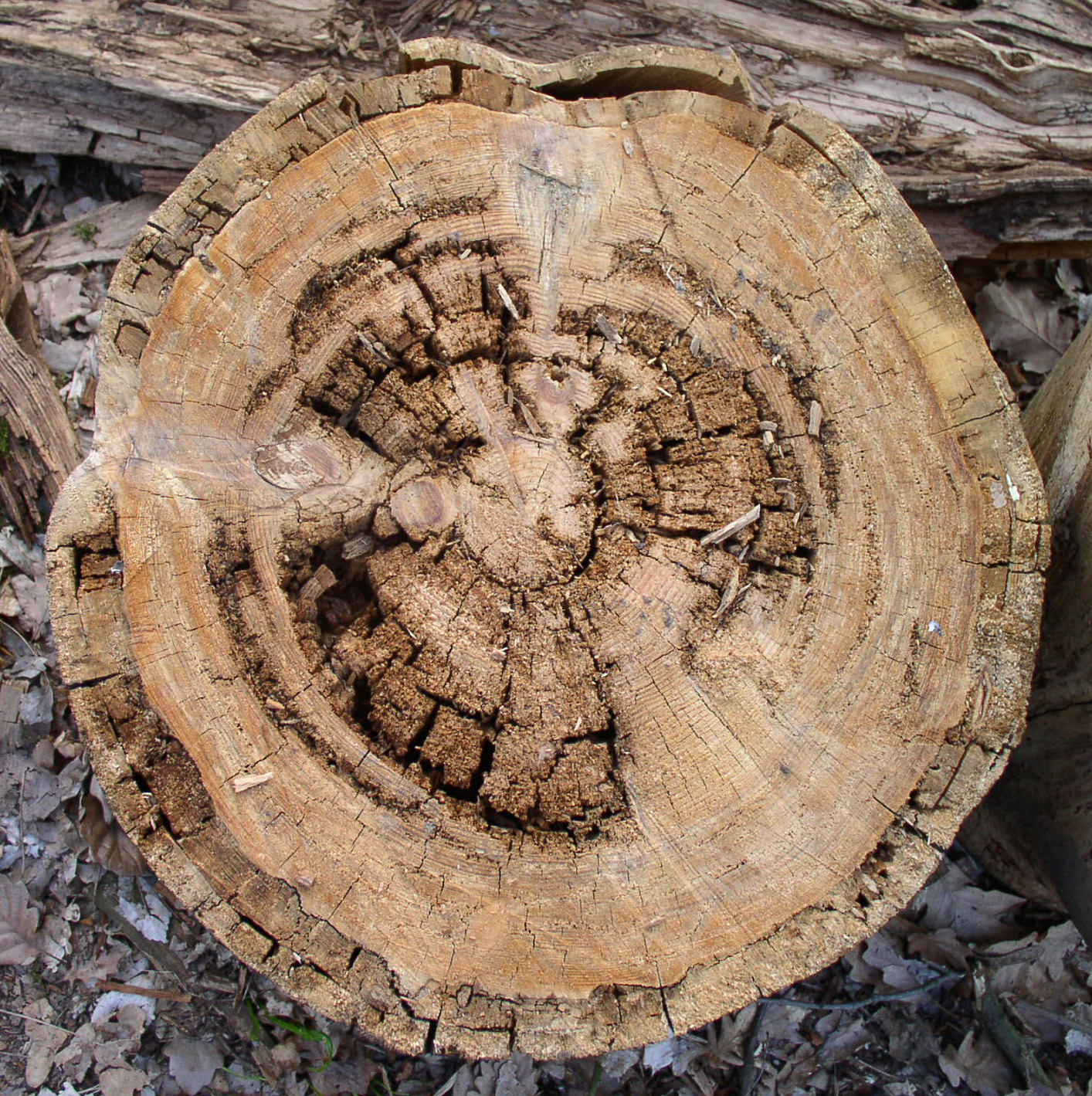
Putregai brun pe mesteacăn

## Confuzii
Iasca de mesteacăn poate fi confundată cu alte specii saprofage și/sau parazite necomestibile, ca de exemplu cu Aurantiporus fissilis sin. Tyromyces fissilis, Fomes fomentarius, Fomitiporia robusta sin. Phellinus robustus, Ganoderma adspersum, Ganoderma applanatum, Ganoderma lucidum, Ganoderma resinaceum, Leptoporus mollis, Postia lactea sin. Postia stiptica, Postia guttulata, Postia tephroleuca sin. Tyromyces tephroleucus, și Trametes suaveolens  sau chiar cu tânăr comestibila Fistulina hepatica.

## Specii asemănătoare în imagini

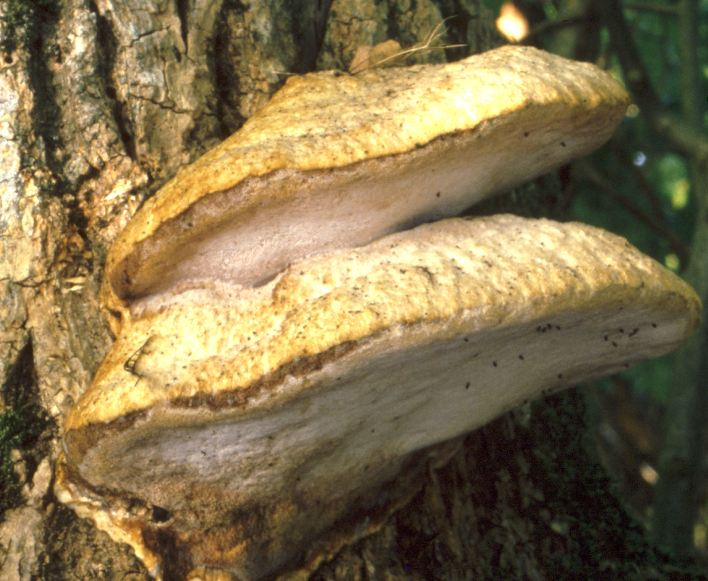
Aurantiporus fissilis sin. Tyromyces fissilis
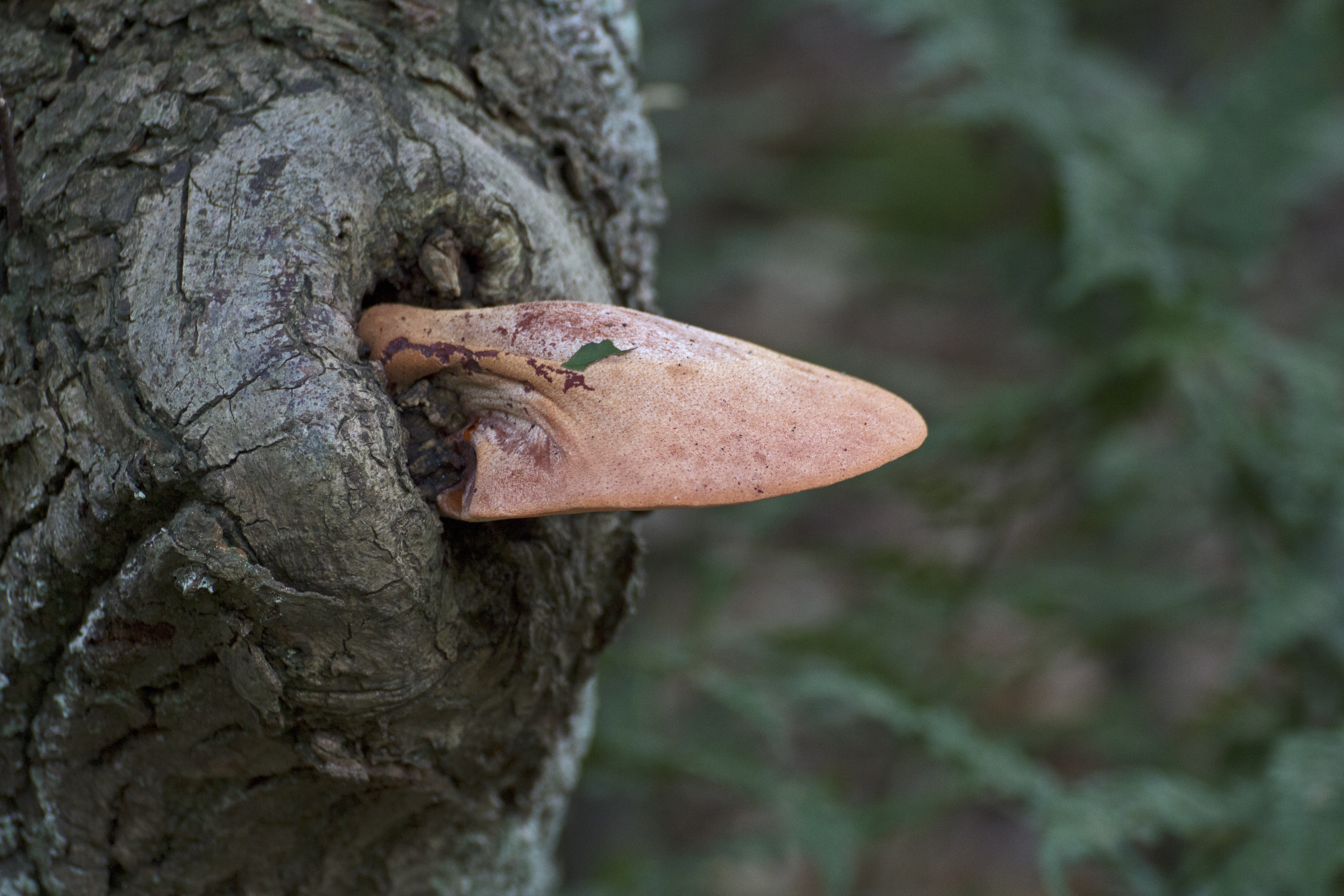
Fistulina hepatica
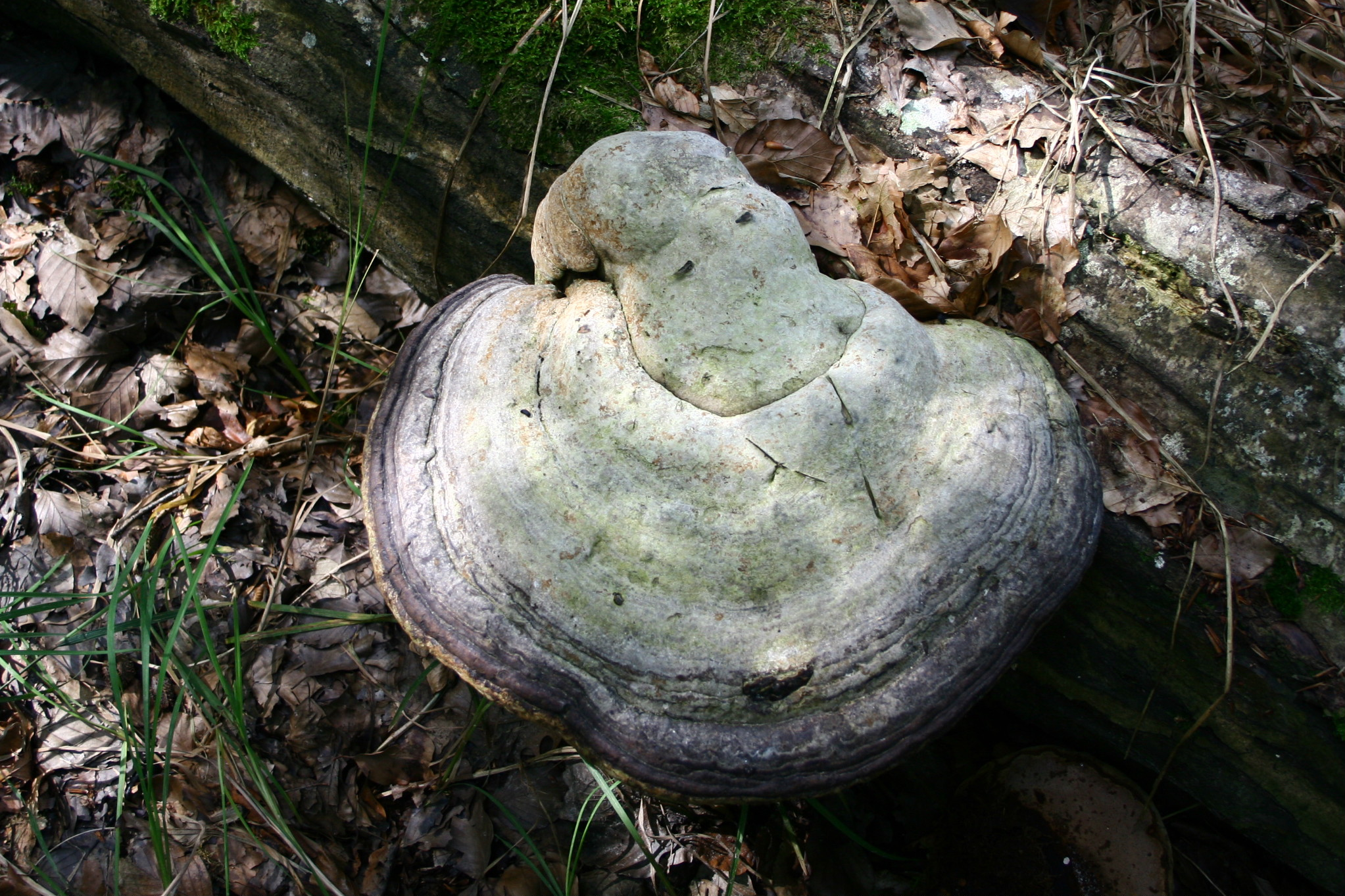
Fomes fomentarius
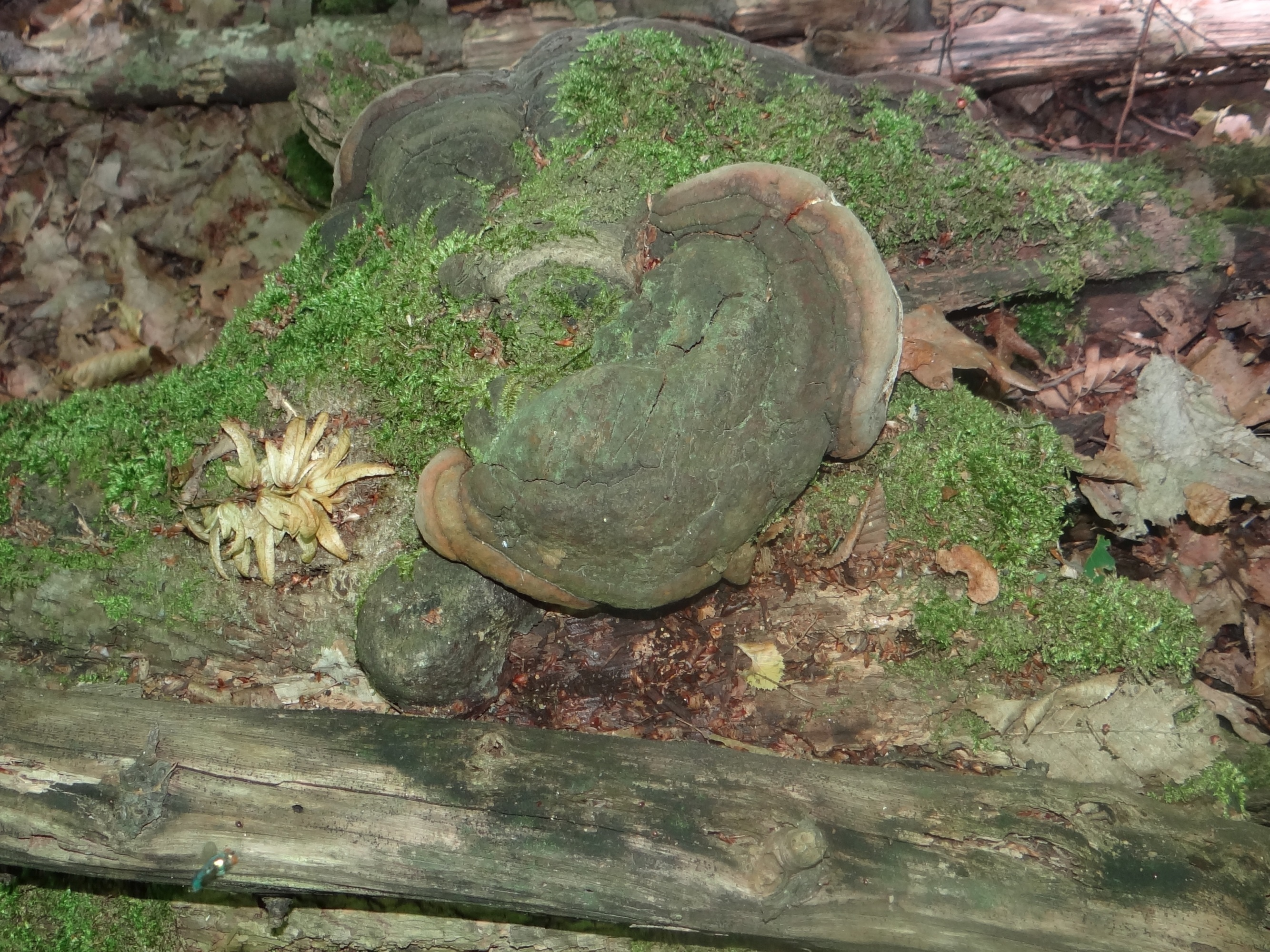
Fomitiporia robusta sin. Phellinus robustus

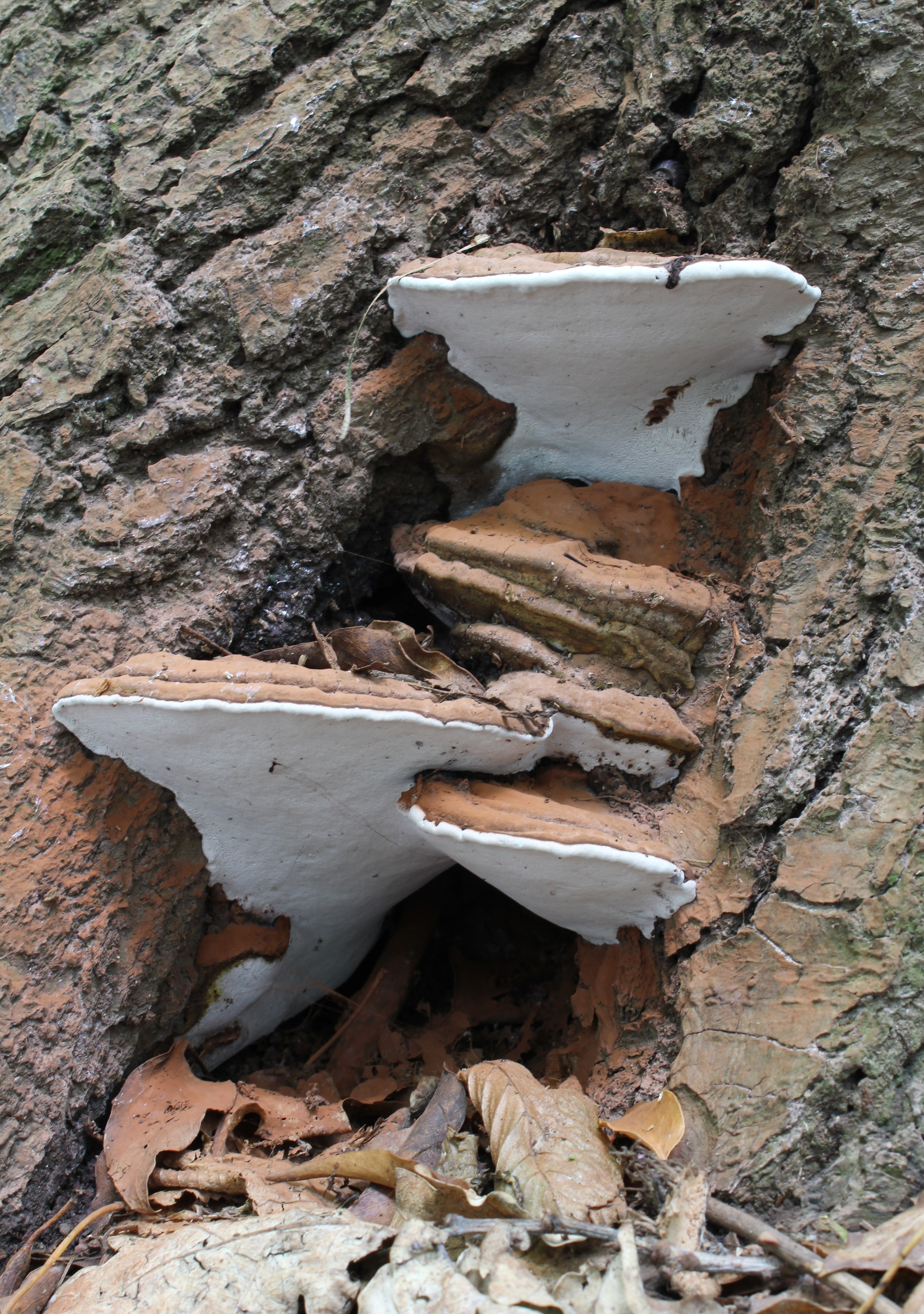
Ganoderma adspersum
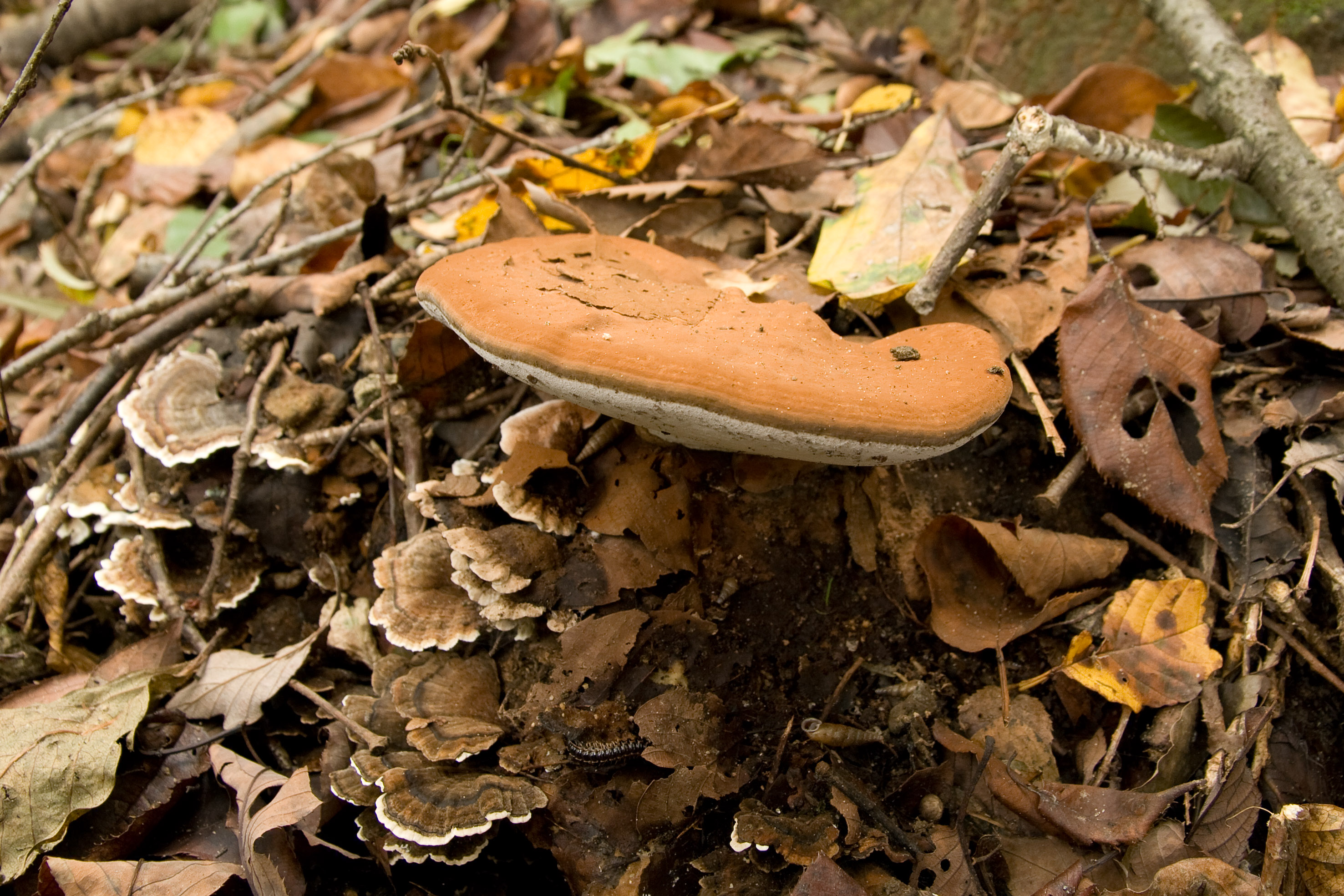
Ganoderma applanatum
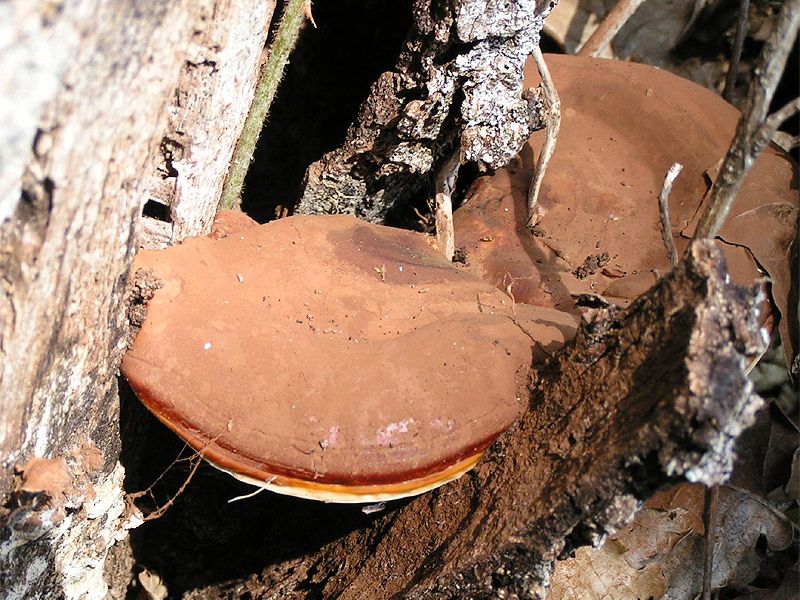
Ganoderma lucidum
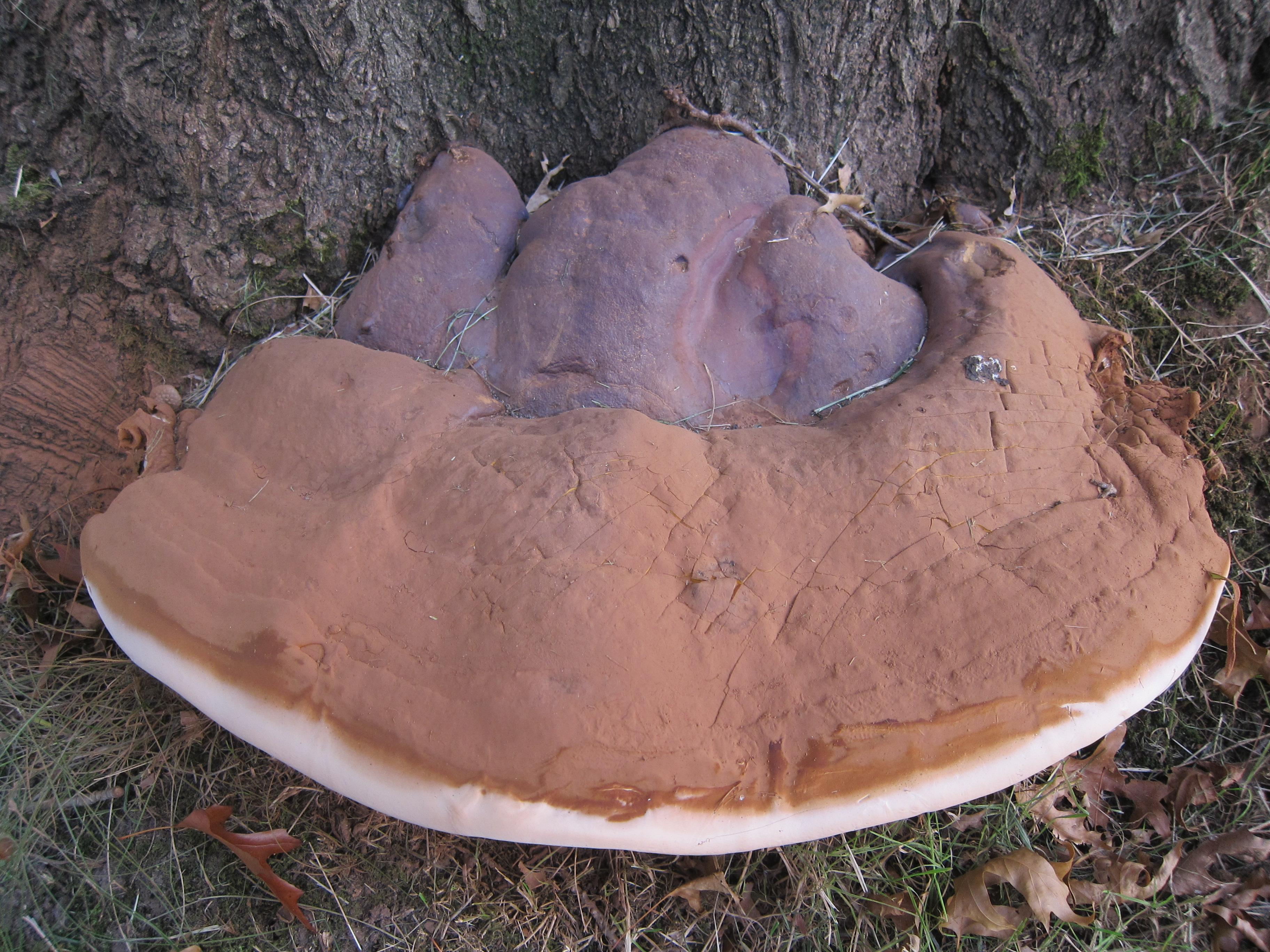
Ganoderma resinaceum

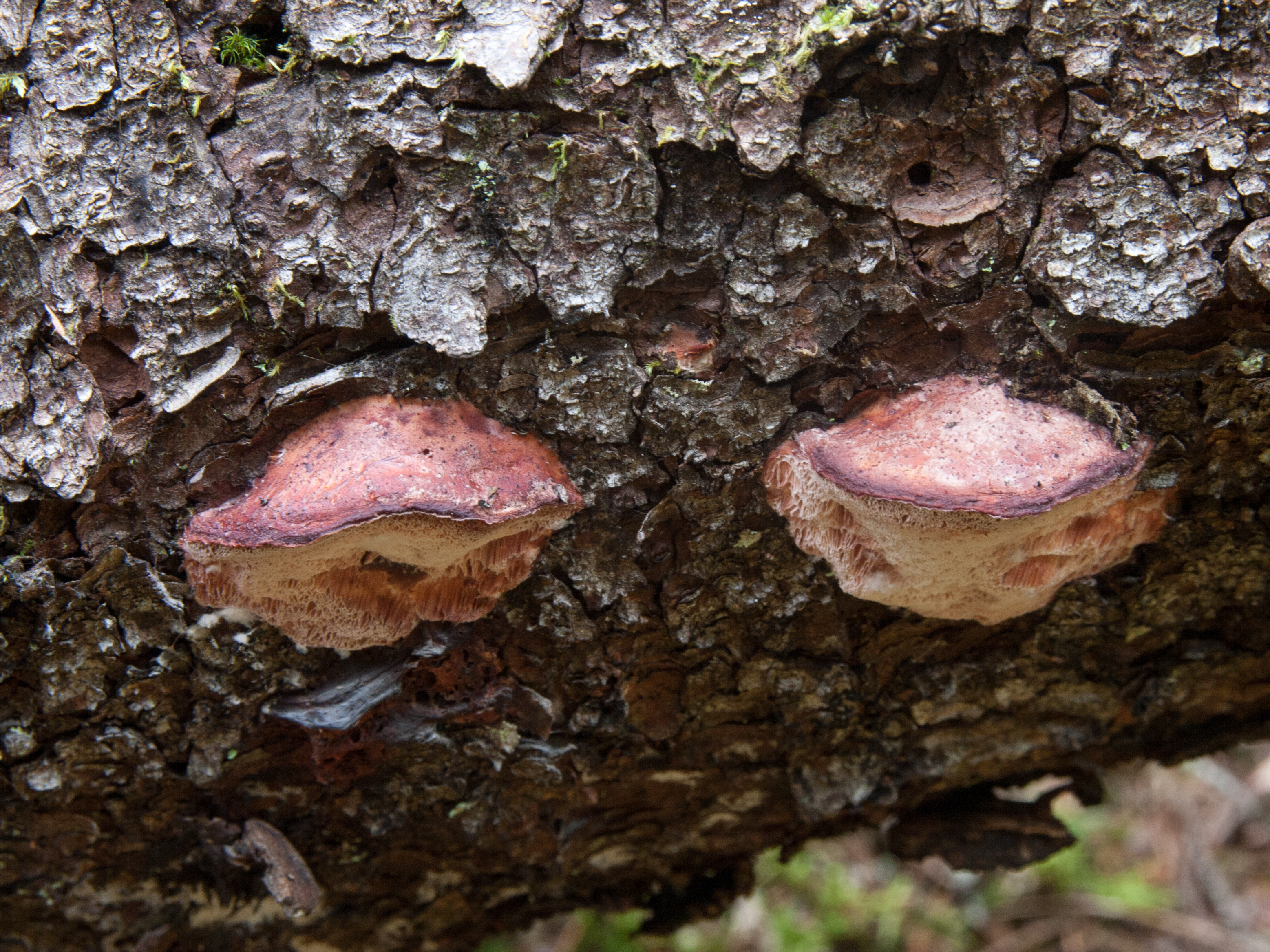
Leptoporus mollis
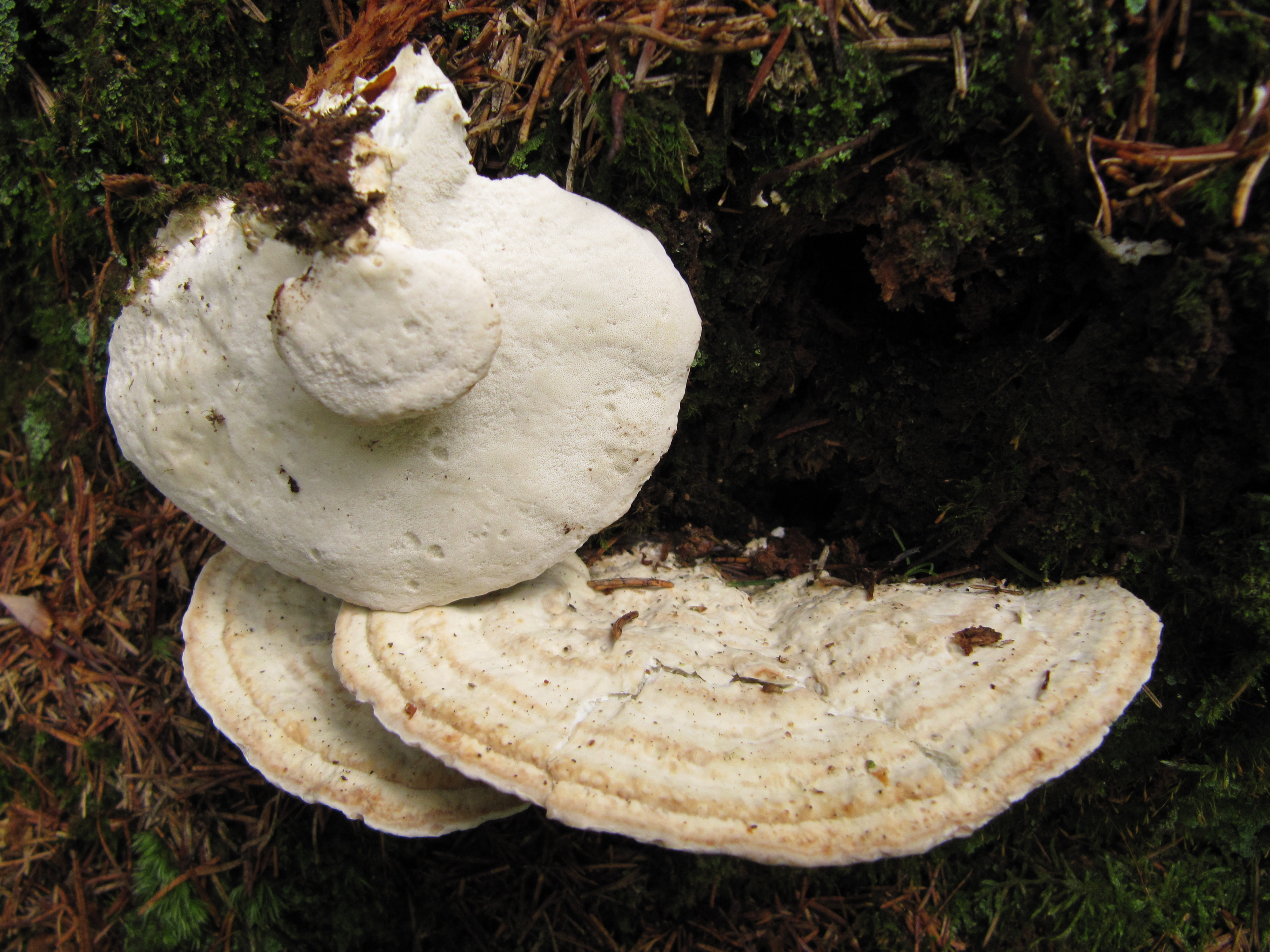
Postia guttulata
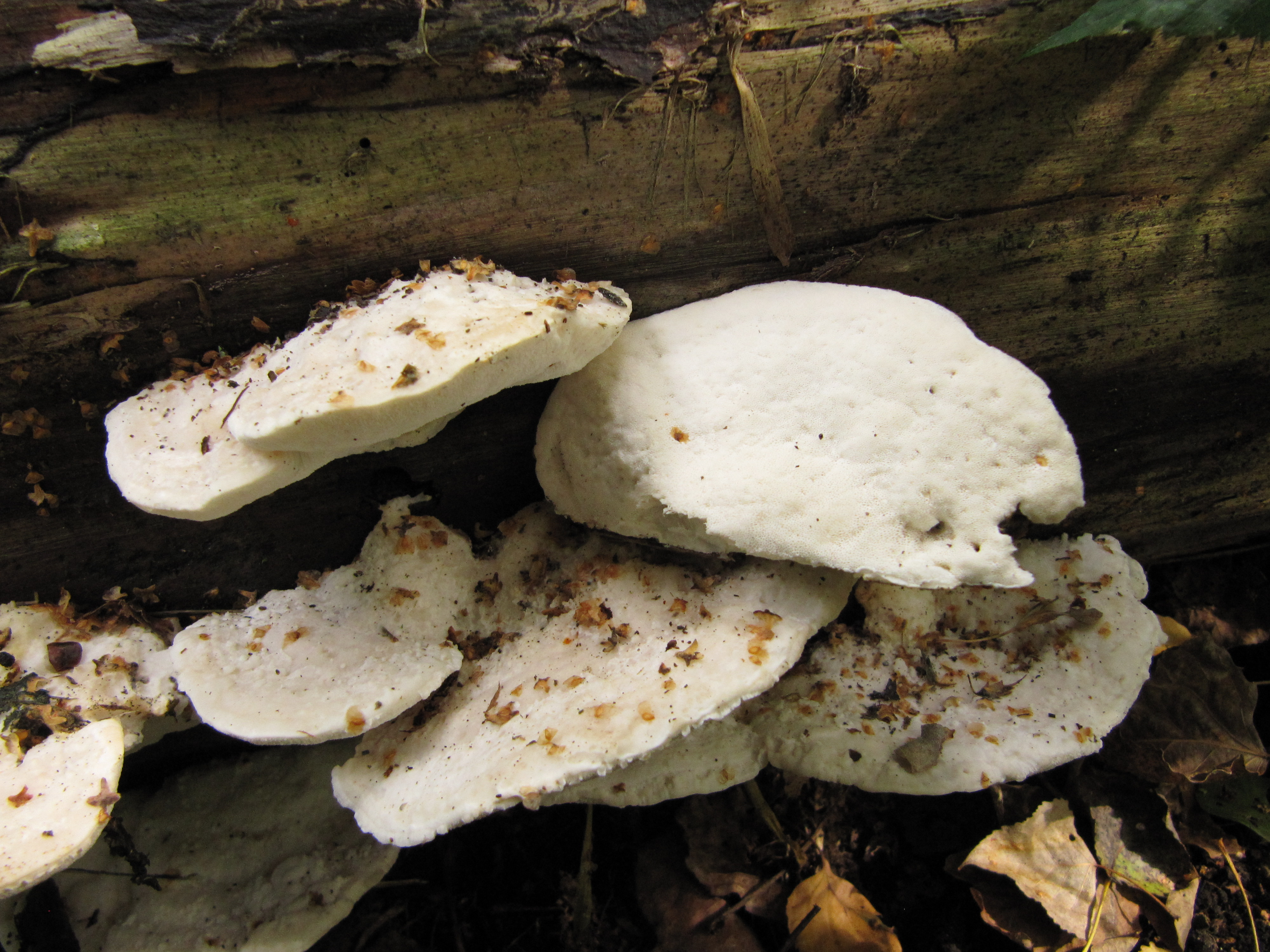
Postia lactea sin. Postia stiptica
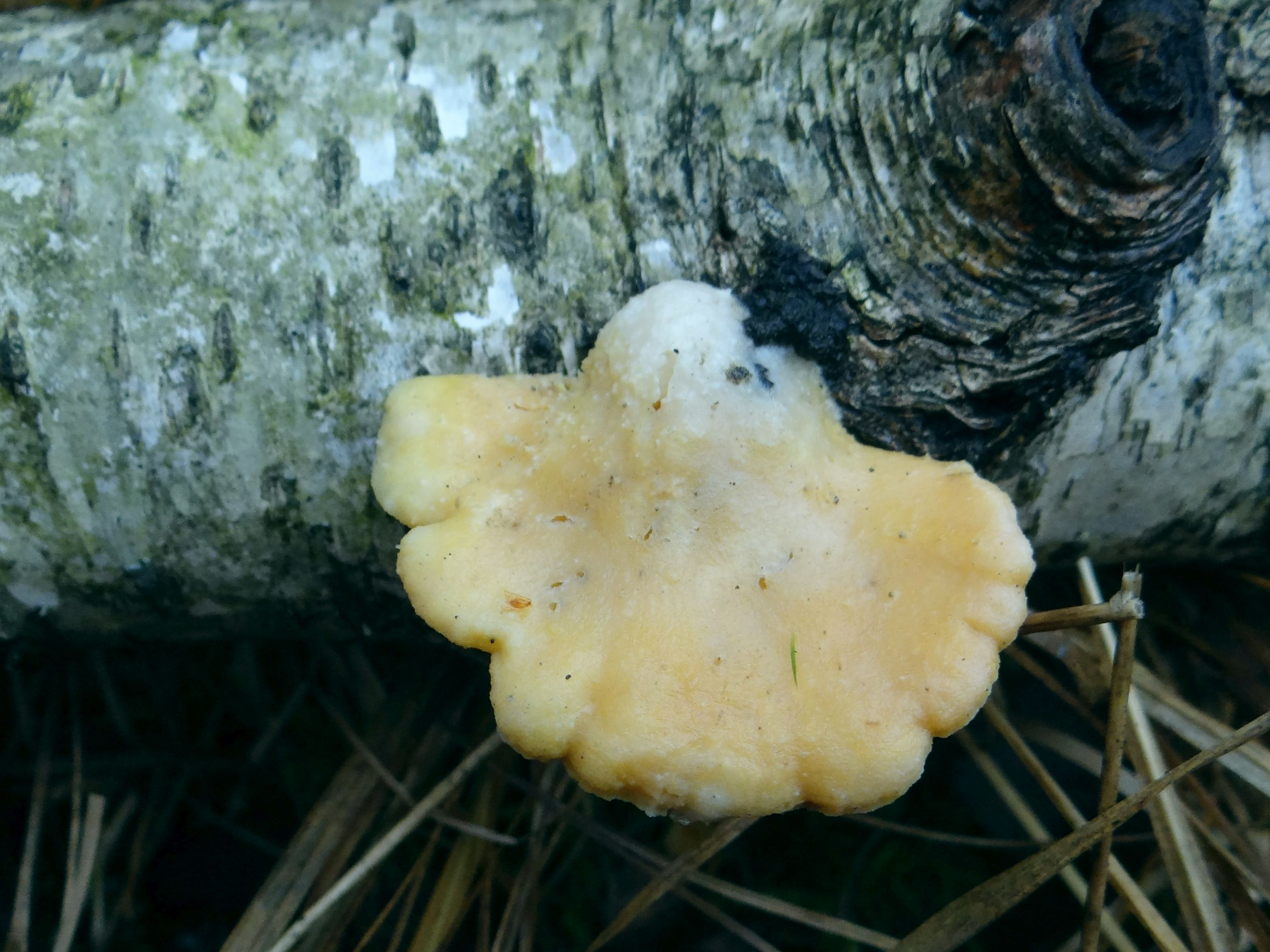
Postia tephroleuca sin. Tyromyces tephroleucus

## Valorificare

### Comestibilitate
Ciupercile bătrâne au un gust amar până la foarte amar. Ciupercile foarte tinere sunt absolut comestibile, chiar dacă gustul lor acru spre ușor amar nu este tocmai gustos. Amărăciunea crește odată cu vârsta și consistența devine tare și lemnoasă. De acea nu sunt potrivite pentru pregătirea de mâncăruri.

### Specie dăunătoare
Ciuperca pătrunde, de obicei, în copaci bătrâni sau pe moarte, prin ramuri în care a fost expus xilemul (un țesut transportor de la plantele vasculare). El descompune celuloza copacului, ceea ce duce la pierderi masive în substanța de lemn. Arborele poate pierde 50–70% din masa sa în zonele afectate, uneori în decurs de doar trei luni. Acest lucru este grav, deoarece mestecenii conțin doar aproximativ 20% lignină.

### Ciupercă medicinală
Specia este considerată ciupercă medicinală (ciupercă vitală) în medicina alternativă (naturopatie) precum în medicina tradițională chineză. 
În ultima vreme, și din corpurile fructifere ale acestei ciupercii au fost extrase substanțe cu proprietăți antibiotice, astfel acidul poliporenic A, B și C (2,5-Dihydroxy-3,6-diphenylcyclohexa-2,5-diene-1,4-dione; C18H12O4), un para-terpin benzoic și piptamina (un antibiotic eficient care este produs special de această ciupercă). Este un adevărat „antibiotic” care grăbește vindecarea rănilor. Mai departe, buretele are calități hemostatice, expectorante și se spune că specia ar: combate infecțiile pielii, reduce inflamațiile ataca bacteriile și fortifica organismul. Dar specia nu este doar antiinflamatoare și imun-stimulantă. În medicina alternativă se recomandă un tratament în cancere de plămâni], colon, sistem nervos, piele (melanom).
În medicina populară a fost și mai este utilizat ca analgezic, pentru tratarea afecțiunilor gastrointestinale, simptome de alergie, impuritatea pielii, migrene, creștere redusă a părului, sindromul de picioare neliniștite (RLS) și ca remediu pentru răni. În prezent, utilizarea pe răni deschise nu mai este recomandată, deoarece poate duce la infecții bacteriene.

#### Vitamine
În  urechea mesteacănului se pot găsi Tocoferole (diferite tipuri de vitamina E într-o stare naturală, ușor de absorbit pentru corpul uman) β-caroten, diferite tipuri de vitamina B și acid ascorbic (forma naturală a vitaminei C, pe care organismul o poate absorbi mai ușor decât formele sintetice).

#### Compuși beneficiari
Buretele conține între altele mineralele: cupru, fier, fosfor, potasiu, seleniu, mai departe acid agaricinic (este utilizat în chimia alimentară ca aromă, în primul rând pentru băuturi), acizi grași (din care 77% sunt acizi grași nesaturați, în principal acizi oleici și linoleici), acid betulinic, hidrochinonă, substanțe prebiotice (care reglează flora intestinala), piptamina (un antibiotic eficient care este produs special de această ciupercă) polizaharide sau polifenole.

### Moduri de ingerare

#### Ceai
Componentele sănătoase pot fi ingerate în formă de ceai, unde un burete proaspăt sau uscat (aproximativ 1 lingură) se taie în bucăți mici și se fierbe în 1/2 litru de apă timp de 30 de minute. Din acest decoct, se ia o lingură pe zi. Trebuie observate pauze intermediare, altfel va exista un efect de obișnuire. Ceaiul trebuie consumat în termen de 5 zile. Apoi poate fi pregătit unul nou. Un curs de tratament ar trebui să dureze 15 până la 20 de zile, în caz contrar, bacteriile, ca de exemplu Helicobacter pyloris, nu vor fi suficient de decimate. Apoi se face o pauză de câteva săptămâni. Dacă ceaiul să fie folosit drept măsură preventivă pentru a promova sănătatea, se recomandă ingestia de două ori pe an. Ceaiul cu gustul său neobișnuit este, de asemenea, un calmant excelent al setei.

#### Tinctură
Pentru a face o tinctură, se pun 20 g pulbere uscată a ciupercii (vezi mai jos) într-un Pahar Erlenmeyer și se turnă cu 100 ml etanol de 70% peste ea (se poate folosi și o vodcă cu un procent ridicat). Acest amestec trebuie depus apoi într-un loc întunecos și răcoros timp de peste o săptămână. După acea tinctura este gata. Lichidul este acum filtrat și transferat într-o sticlă picurătoare maronie. Pentru consum se pun 3-5 picături din această tinctură într-un pahar cu apă și se bea 3 pahare pe zi. Durata de utilizare este ca cea pentru ceai.

#### Pulbere
Cel mai bine se depozitează bucățile uscate, care pot fi prelucrate și în pulbere (de exemplu, într-o mașină de tocat cafea), într-un pahar întunecos bine închis și ferit de lumină. Astfel înmagazinat și păstrat uscat, iasca de mesteacăn se menține ani de zile.

### Alte posibilități de utilizare
Din trama lui Piptoporus betulinus se confecționează curele de ascuțit brice. Mai departe este un important antioxidant. Acest efect poate fi utilizat pentru a proteja argintul și diverse alte metale de oxidare.